# Vale do Paraíba
O Vale do Paraíba é um acidente geográfico natural que abrange as regiões:  Região Metropolitana do Vale do Paraíba e Litoral Norte, no estado de São Paulo e Região Sul Fluminense, no estado do Rio de Janeiro,  que se destaca por concentrar uma parcela considerável do PIB do Brasil.
O nome deve-se ao fato de que a região é parte da bacia hidrográfica do rio Paraíba do Sul, já que esse rio se estende por parte do São Paulo e ao longo de quase todo o comprimento do estado do Rio de Janeiro e parte do estado de Minas Gerais.
Deve-se ressaltar que em sentido estrito, o nome "vale do Paraíba" deve ser utilizado apenas para se referir a uma região com certa característica geográfica. Não se tratando portanto de uma Região, Mesorregião ou Microrregião oficial do IBGE.

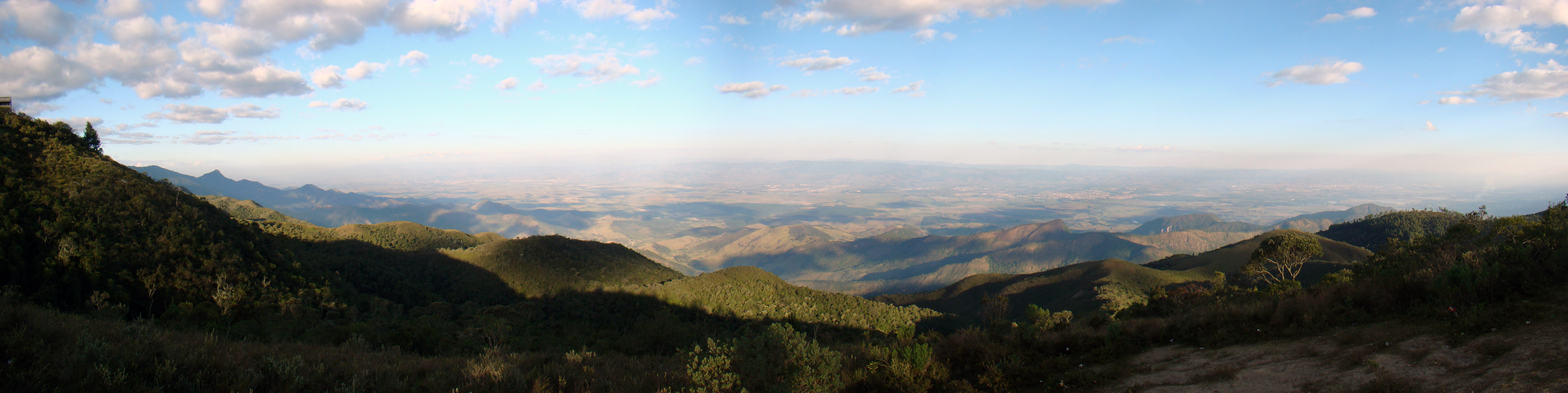
Parte do Vale do Paraíba vista do Pico do Itapeva

## Localização

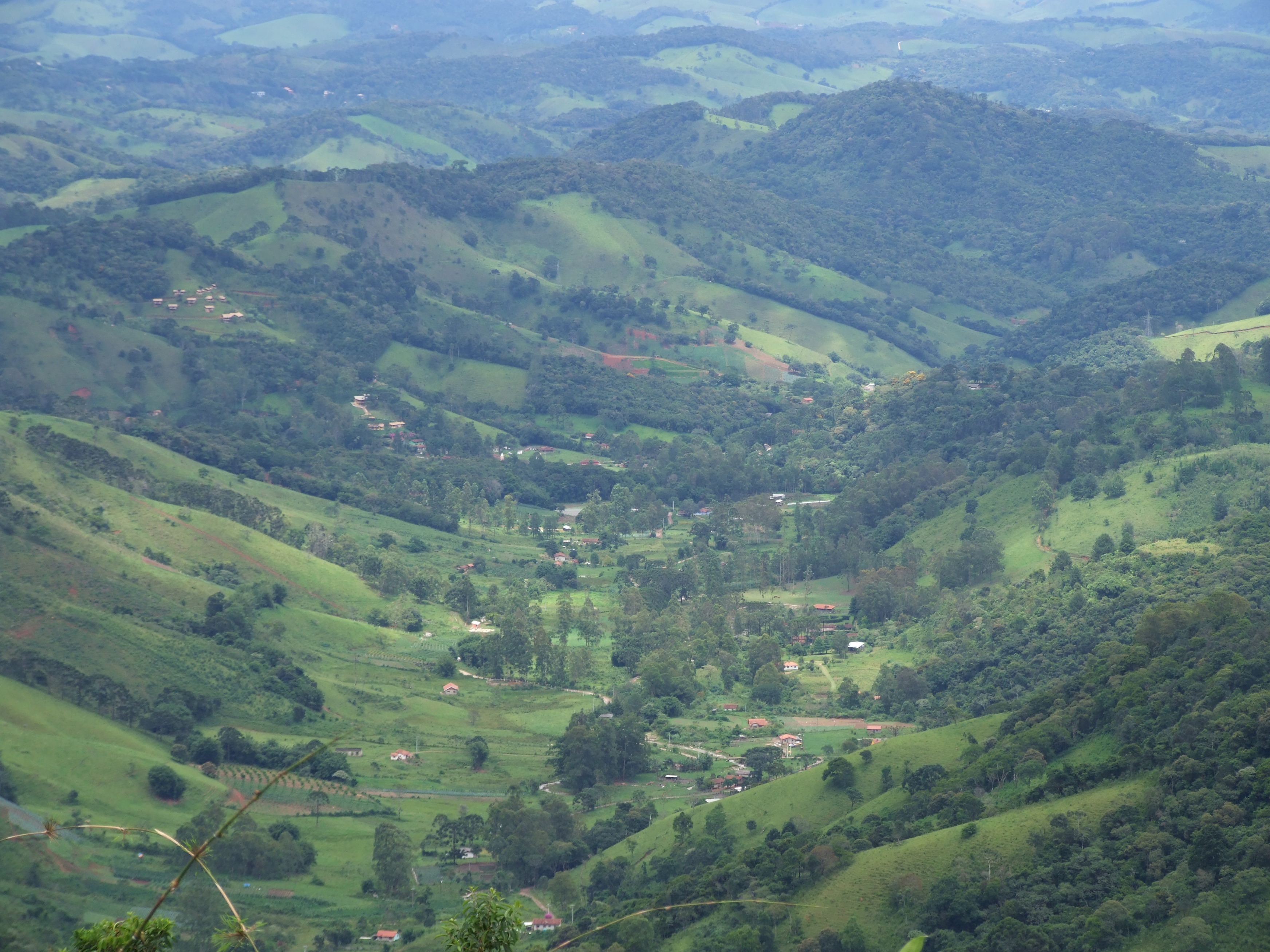
Vista de parte do Vale do Paraíba no alto da serra de Campos do Jordão

Localiza-se nas margens da rodovia Presidente Dutra (BR-116), exatamente entre as cidades do Rio de Janeiro e São Paulo, dentro do complexo metropolitano formado pelas duas capitais e com seu principal eixo urbano seguindo o traçado da Via Dutra. Apesar de altamente urbanizada e industrializada, a região também tem reservas naturais importantes, como a Serra da Mantiqueira, na divisa com Minas Gerais, um dos pontos mais altos do Brasil, e a da Bocaina, reduto de Mata Atlântica que também inclui pequenas cidades e fazendas de interesse histórico e arquitetônico.

### Municípios da região

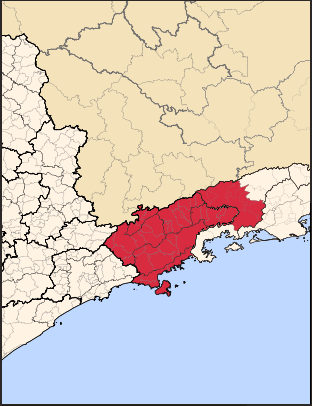
A Mesorregião do Vale do Paraíba Paulista e a Microrregião do Vale do Paraíba Fluminense.

A população somada de todos os municípios da região é de quase 3,3 milhões de habitantes, equivalente à população do estado do Rio Grande do Norte.
As cidades mais importantes  da região são:
- No lado fluminense: Volta Redonda, Resende, Barra Mansa e Barra do Piraí;
- No lado paulista: São José dos Campos, Taubaté, Caçapava, Jacareí, Pindamonhangaba, Guaratinguetá, Lorena, Caraguatatuba e Cruzeiro. Além destas, Aparecida e Cachoeira Paulista, possuem grande destaque nacional graças ao turismo religioso.

Outras cidades da região são:
- No lado fluminense: Vassouras, Itatiaia, Pinheiral, Piraí, Quatis, Rio Claro, Valença, Rio das Flores, Porto Real e Paraty.
- No lado paulista: Arapeí, Areias, Bananal, Campos do Jordão, Canas, Cunha, Igaratá, Ilhabela, Jambeiro, Lagoinha, Lavrinhas, Monteiro Lobato, Natividade da Serra, Paraibuna, Piquete, Potim, Queluz, Redenção da Serra, Roseira, São Bento do Sapucaí, Santa Branca,  São José do Barreiro, São Luiz do Paraitinga, São Sebastião, Silveiras, Tremembé e Ubatuba.

## História[1][2][3]

### Primeiros tempos

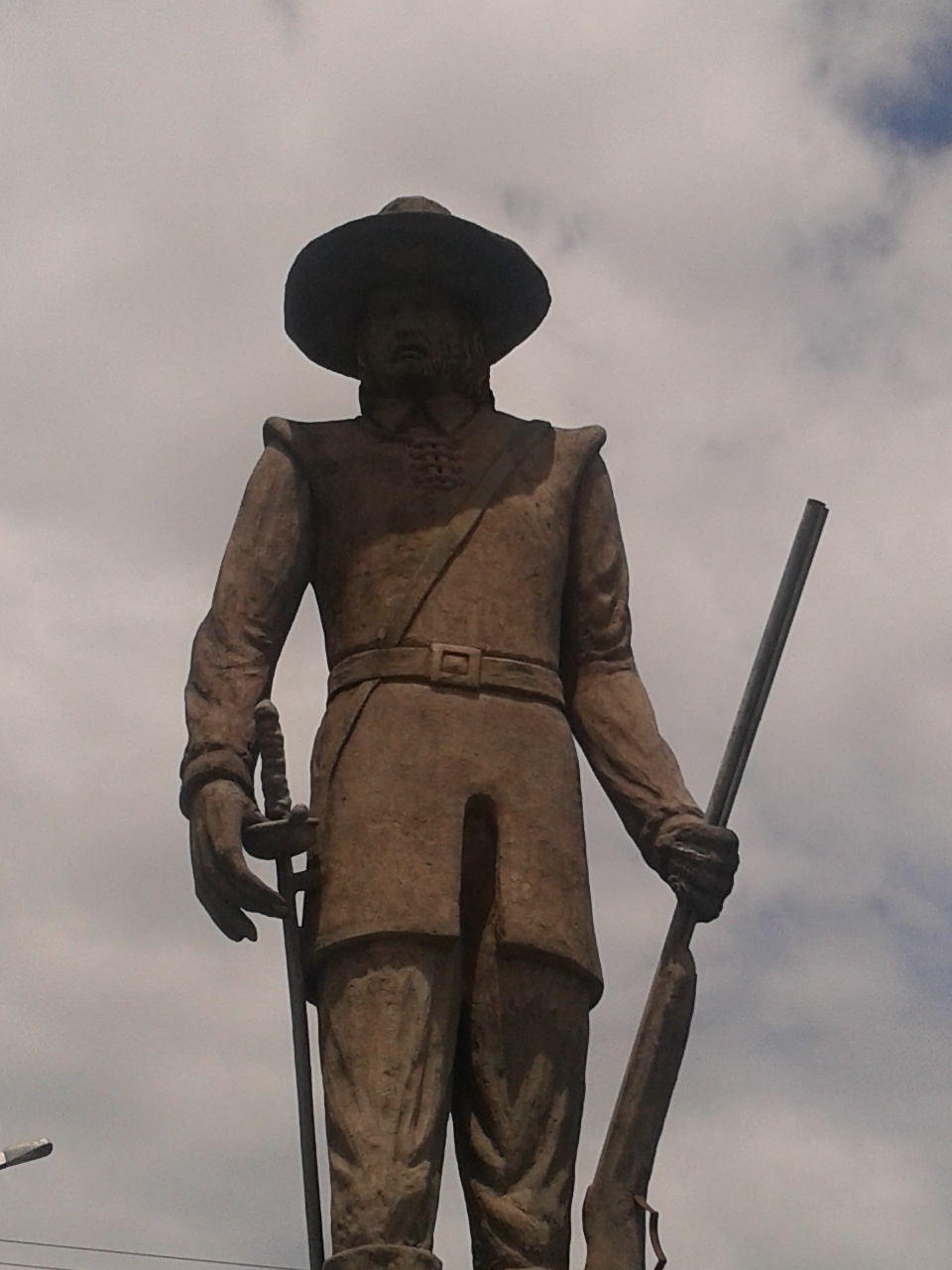
Jacques Félix, fundador de Taubaté, primeira vila vale-paraibana

A região era originalmente habitada por indígenas, os quais, no século XVI, confederados com os tamoios de Ubatuba e Cabo Frio, inimigos dos portugueses, atacavam constantemente as vilas de São Paulo e de Santo André da Borda do Campo, levando os moradores destas vilas a uma guerra com as tribos vale-paraibanas e dando início ao chamado bandeirismo de apresamento. Os índios vale-paraibanos foram aprisionados, escravizados e levados para serem usados como mão-de-obra nas lavouras. O Vale do Paraíba foi uma das regiões mais devastadas pelo bandeirismo de apresamento.

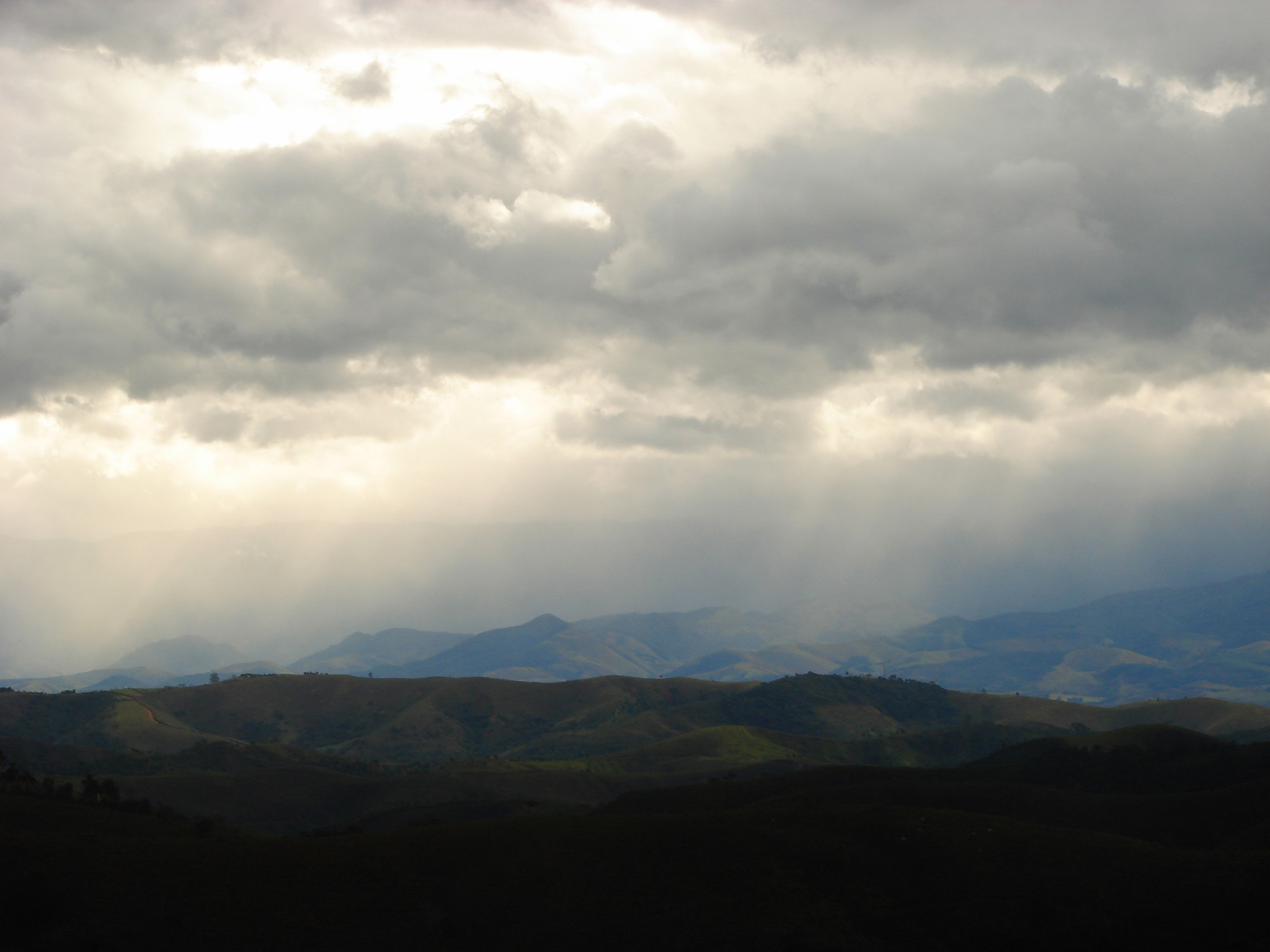
Vista parcial dos mares de morros do Vale do Paraíba.

O Vale do Paraíba foi povoado a partir do final do século XVI, com a chegada de colonos a procura de pedras preciosas e índios para escravizar, que acabaram ali se fixando. Estes desbravadores foram embrenhando-se pelos vales e grotas, abrindo caminhos, plantando roças e assinalando a presença colonizadora. O Vale do Paraíba Fluminense era escassamente povoado até o século XIX.
Os colonizadores que foram chegando no Vale do Paraíba Paulista, nos séculos XVI e XVII, foram criando suas roças e sítios, ali vivendo isolados, praticando a agricultura de subsistência. Foram se adaptando à realidade, recebendo muita influência dos indígenas, principalmente na alimentação. A mão-de-obra era indígena, escassa. 
Surgem, no século XVII, os núcleos populacionais vale-paraibanos mais antigos, como os que deram origem a Taubaté (c. 1640), Guaratinguetá (c. 1646), Jacareí (1652), Paraibuna (1666), Tremembé (1669) e São José dos Campos (1680).

### Ciclo do ouro e do açúcar

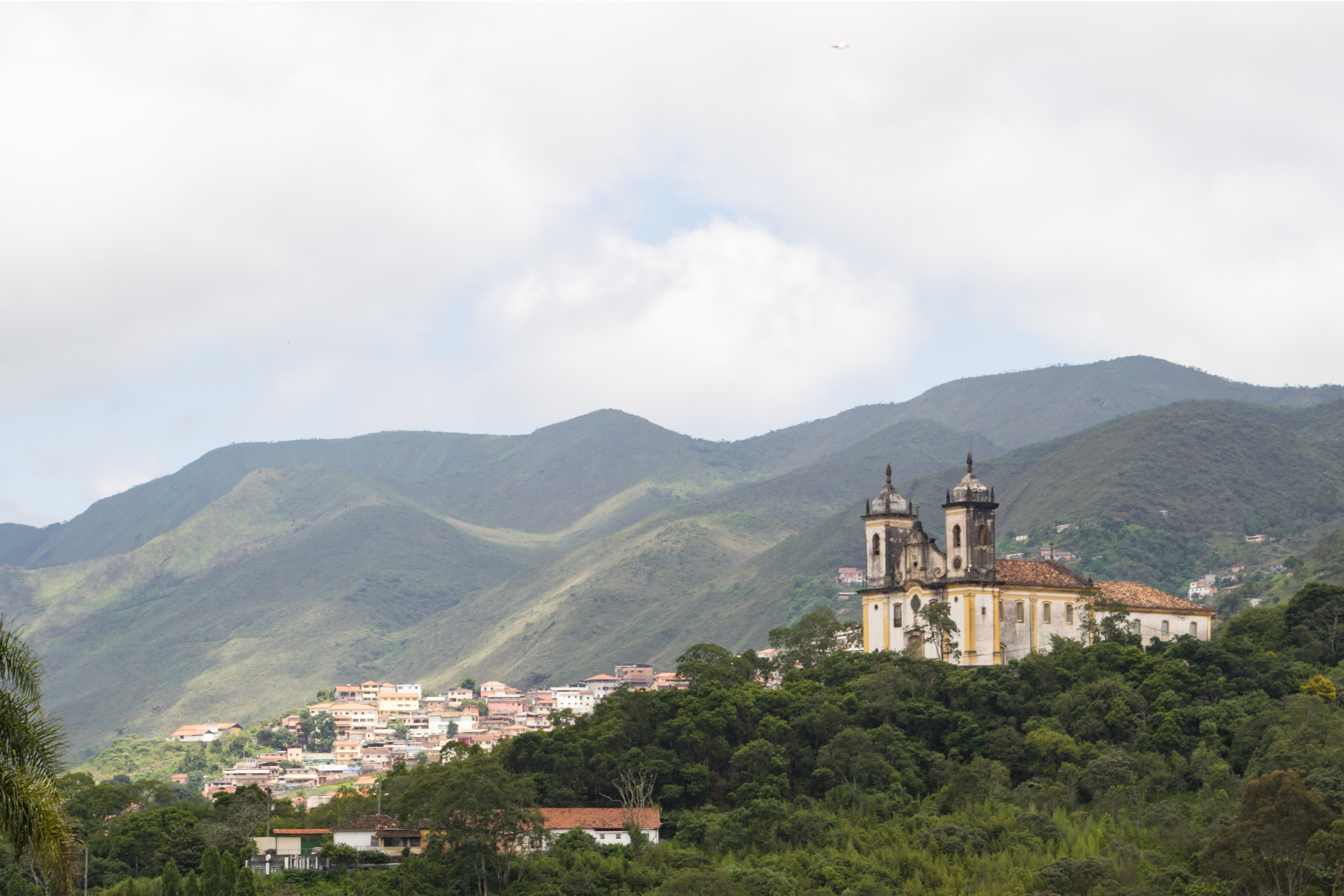
Ouro Preto (MG), cidade fundada por bandeirantes vale-paraibanos

Para sair do isolamento que viviam, bandeirantes vale-paraibanos abandonam suas casas e famílias para ir em viagens, talvez sem volta, para procurar outras fontes de riqueza. Em 1693, o bandeirante taubateano Antônio Rodrigues Arzão foi o primeiro desbravador a descobrir ouro em Minas Gerais, dando início ao Ciclo do ouro. Muitos desbravadores percorrem os caminhos que vão para Minas Gerais, muitos dos quais passando pelo Vale do Paraíba. Muitas expedições partiam de Taubaté rumo a Minas Gerais.
O Vale do Paraíba começa a ganhar destaque, por ser um dos fornecedores de alimentos e mercadorias para as Minas Gerais. Além disso, bandeirantes vale-paraibanos fundaram diversas cidades, como Ouro Preto, Mariana, Caeté e São João del-Rei.
Com o declínio da produção do ouro, os vale-paraibanos iniciaram a cultura da cana-de-açúcar para reerguer a economia da região e superar a crise econômica e demográfica ocorrida com a diminuição do comércio e o deslocamento dos caminhos. A partir de 1750, Guaratinguetá, Lorena e Pindamonhangaba instalaram os engenhos de açúcar e aguardente, introduziram a mão-de-obra escrava africana e iniciaram a urbanização das vilas. Com os canaviais, os escravos e o comércio exportador, modificou-se a estrutura social e econômica da região, com o predomínio absoluto dos senhores de engenho.

### Ciclo do café

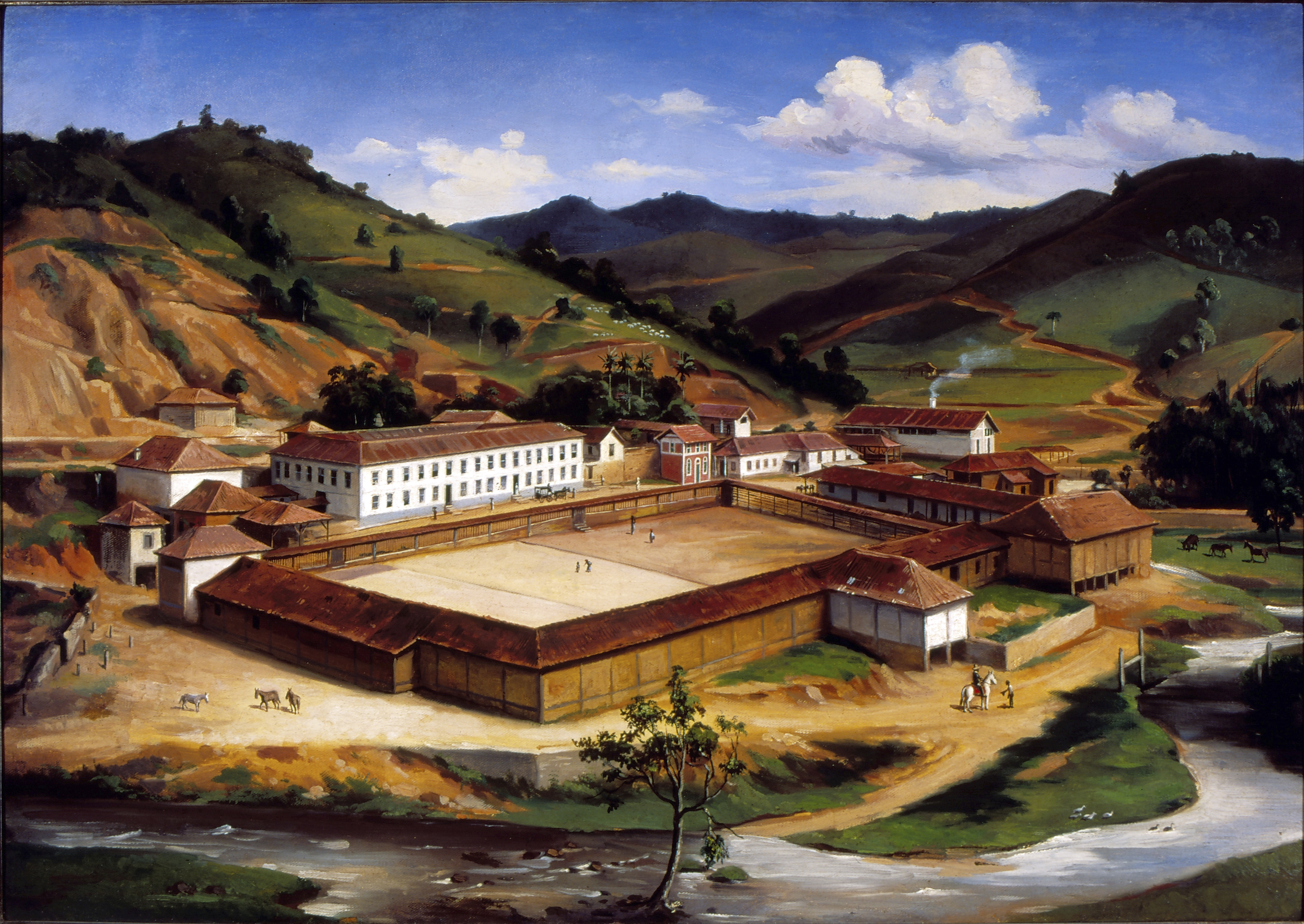
Fazenda de Café do Vale do Paraíba, de Benedito Calixto

O café chega no Vale do Paraíba Fluminense no final do século XVIII, vindo do Rio de Janeiro. A primeira fazenda cafeeira no Vale do Paraíba Paulista surgiu em 1817 e o cultivo de café nessa região ganha destaque após a Independência do Brasil.
O café trouxe grandes mudanças ao Vale do Paraíba. A elite dos "barões do café" erguem casarões aonde vivem com suas famílias, trazem materiais e utensílios importados. O Vale do Paraíba Paulista se torna a principal região econômica da Província de São Paulo. A paisagem rural sofreu uma violenta transformação, derrubando-se a floresta nativa e os cafezais esparramando-se pelos morros e vales. Migrantes vindos de Minas Gerais se instalam nas lavouras cafeeiras vale-paraibanas. O café era exportado pelos portos de Paraty, Mambucaba, Ubatuba e São Sebastião.
A mão-de-obra usada nos cafezais era a escrava e, com a Lei Eusébio de Queirós (1850), que proibia o tráfico de escravos para o Brasil, os fazendeiros vale-paraibanos começaram a comprar escravos nos engenhos decadentes do Nordeste, criando um tráfico interno. 
Em torno do café nascem diversos povoados e vilas, como Vassouras, Valença, Três Rios, Paraíba do Sul, Resende, Piraí, Barra Mansa, Bananal, São José do Barreiro, Areias, Silveiras, Lagoinha, Jambeiro, Queluz, Lavrinhas, Roseira, Redenção da Serra, Natividade da Serra, Guararema e Cruzeiro.
A partir de 1870, o café na região do Vale do Paraíba começa a apresentar sinais de decadência. As causas foram múltiplas e se acentuaram a partir de 1880, como o esgotamento progressivo das terras, ausência de técnicas modernas para o cultivo, a erosão acentuada nas áreas mais antigas, o endividamento crescente dos cafeicultores, a concorrência das novas áreas produtoras no interior de São Paulo, as leis abolicionistas e a mentalidade conservadora dos fazendeiros. Em alguns municípios, a crise foi lenta; em outros, rápida e decisiva.
Com o declínio da produção cafeeira, o Vale do Paraíba passou por uma fase de estagnação econômica e demográfica.

### Pecuária leiteira e indústria
A partir de 1920, muitas famílias mineiras migram para o Vale do Paraíba Paulista e Fluminense, adquirindo antigas fazendas de café e nelas introduzindo a pecuária leiteira, que se tornaria a base da economia do Vale do Paraíba. Muitos municípios, como Guaratinguetá, Cunha, Cachoeira Paulista, Silveiras, Paraibuna, Resende, Vassouras e Lorena,  passaram a viver da pecuária leiteira.

Construção da Companhia Siderúrgica Nacional - CSN, em 1941. Arquivo Nacional.

A industrialização do Vale do Paraíba iniciou-se na década de 1940, durante o Estado Novo, após um acordo diplomático feito entre Brasil e Estados Unidos, que previa um projeto ambicioso: a construção de uma usina siderúrgica que suprisse a demanda por aço dos "países aliados" durante a Segunda Guerra Mundial e ajudasse no desenvolvimento do Brasil. No ano de 1946, foi inaugurado um dos maiores complexos siderúrgicos do mundo e o maior da América Latina, a Companhia Siderúrgica Nacional - CSN, instalada em Volta Redonda. O início da produção de aço na CSN serviu de base para a industrialização do país e, especialmente, do Vale do Paraíba, com a chegada de empresas ligadas a siderurgia na região, assim como a indústria automotiva e aeroespacial.
O segmento de prestação de serviços se ampliou e a chegada de indústrias básicas passou a absorver toda a mão de obra. Com isso, apareceram outros elementos na paisagem urbana, voltados ao lazer das novas levas de trabalhadores, como bosques, pontes e coretos.

## Economia

### Agropecuária

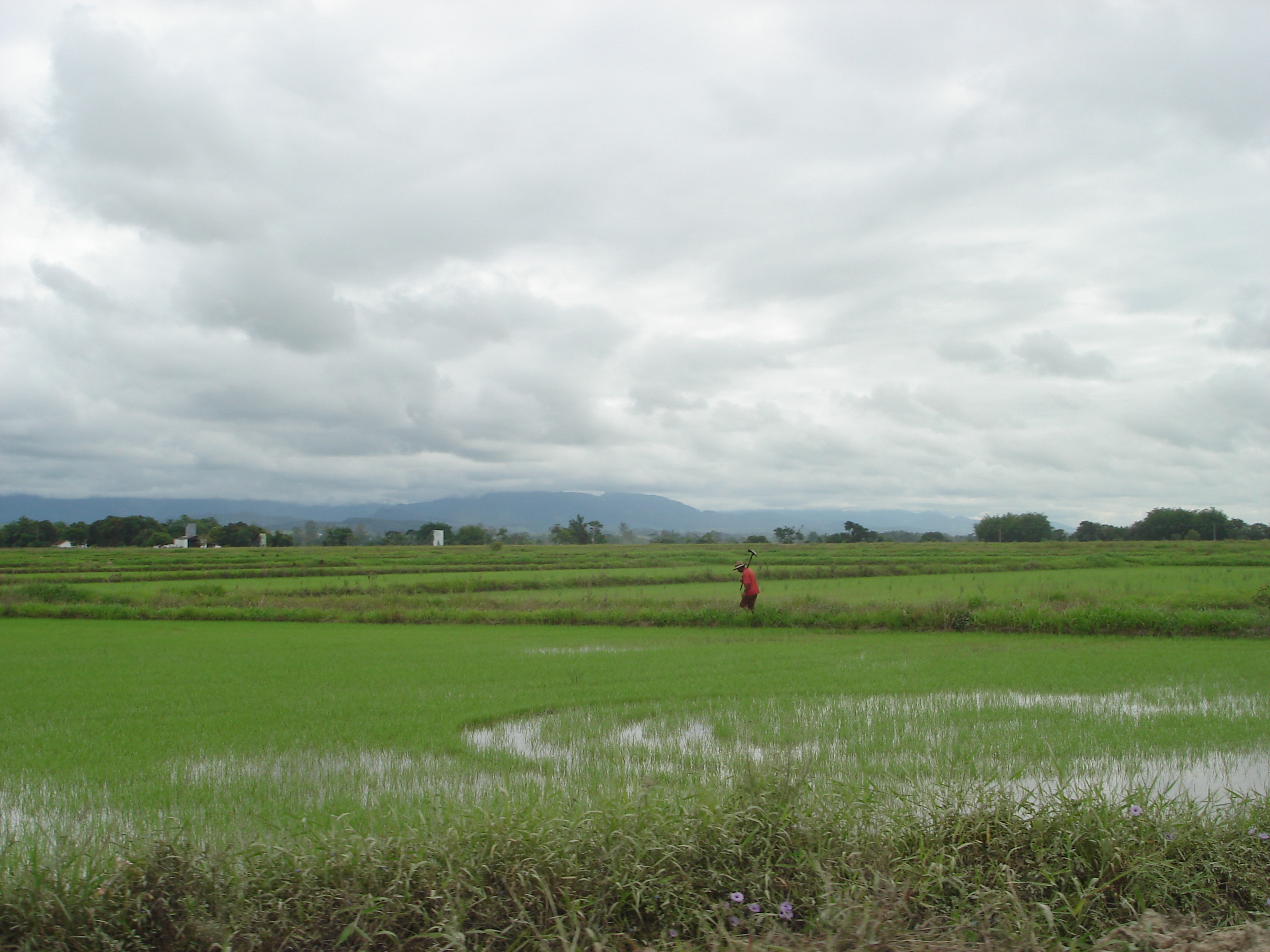
Plantação de arroz em Pindamonhangaba.

A agropecuária ainda é de grande importância para vários municípios dessa região.
O Vale do Paraíba é o segundo maior polo produtor de leite do país. Por questões conjunturais, a produção de leite se encontra em decadência, mas ainda sustenta boa parte da população rural dos pequenos municípios.
O arroz é um dos mais importantes produtos agrícolas da região atingindo na safra de 2002/2003, a marca de 850 mil sacas de 60 kg.
Outras culturas diversificadas vêm sendo experimentadas por alguns produtores nessas várzeas.
A atual estrutura fundiária do Vale do Paraíba é fruto de mudanças significativas na forma de distribuição das terras ocorridas a partir da decadência do café, quando as grandes fazendas passaram a ser retalhadas em partilhas e heranças familiares. Esse processo se multiplicou à medida que as gerações foram se sucedendo, o que resultou numa região pontuada por pequenas propriedades e produção agropecuária marcadamente familiar.

### Indústria
| |  | |
| Embraer 190 no seu roll-out em São José dos Campos, cidade vista informalmente como capital da região, por sua influência, tamanho e dinamismo econômico. O PIB e a renda per capita de São José dos Campos se elevou mais do que algumas capitais do País como Rio Branco, Maceió ou Porto Velho. |  | Autos Fornos da CSN operando. A maior siderúrgica do hemisfério sul trouxe riqueza para Volta Redonda, marcando-a como "Cidade do Aço", além de melhor cidade para se viver no Estado do Rio de Janeiro em 2015, segundo o IBGE. |

Na década de 1950, a região industrializou-se rapidamente. Nesta época destacou-se, no território paulista, a criação do Instituto Tecnológico da Aeronáutica, a consequente instalação da indústria aeronáutica com a Embraer, o maior complexo aeroespacial da América Latina, além das montadoras Volkswagen, Ford, GM, Chery, as empresas de eletrônicos LG e Ericsson, além da Alstom e Usiminas, entre outras. No território fluminense, a CSN atraiu outras empresas do setor de mineração e siderurgia. Além dessas, destacam-se outros complexos industriais como os das empresas Coca-Cola FEMSA Brasil, Nissan, Jaguar Land Rover, PSA Peugeot Citroën, MAN Caminhões e Ônibus e Hyundai Heavy Industries, além de outras empresas como Guardian do Brasil, ArcelorMittal Siderúrgica Barra Mansa, Indústrias Nucleares do Brasil (INB), Michelin, White Martins, a Industria Nacional de Aços Laminados (INAL), a Companhia Estanífera Brasileira (CESBRA), S/A Tubonal, Saint-Gobain Canalização, entre outras.

### Turismo
O Vale do Paraíba é um destino turístico que combina história, natureza e gastronomia, oferecendo experiências únicas para diferentes públicos. Cidades históricas como Bananal, São Luiz do Paraitinga e Guaratinguetá são marcadas por igrejas, casarões coloniais e eventos tradicionais, como o famoso Carnaval de marchinhas. A região também atrai amantes do ecoturismo com parques como a Serra da Bocaina, que oferecem trilhas, cachoeiras e paisagens deslumbrantes, além do Pico do Itapeva, ideal para caminhadas e contemplação.
A gastronomia é outro ponto forte, com destaque para pratos típicos e produtos regionais, como doces, queijos e café artesanal. Rotas gastronômicas promovem festivais e degustações, celebrando a riqueza culinária local. Além disso, o Vale valoriza a produção artesanal, com mercados e feiras que aproximam os turistas das tradições locais.
Combinando lazer, cultura e contato com a natureza, o Vale do Paraíba se firma como um destino turístico completo, onde cada visitante encontra algo especial para explorar e vivenciar.

## Educação

### Ensino Médio e Técnico
O Vale do Paraíba é uma região que conta com várias ETECs, presentes nas seguintes cidades ETEC Machado de Assis (Caçapava), ETEC Prof. Marcos Uchôas dos Santos Penchel (Cachoeira Paulista), ETEC Professor José Santana de Castro (Cruzeiro), ETEC Professor Alfredo de Barros Santos (Guaratinguetá), ETEC Cônego José Bento (Jacareí), ETEC Padre Carlos Leôncio da Silva (Lorena), ETEC João Gomes de Araújo (Pindamonhangaba), ETEC São José dos Campos (São José dos Campos), e ETEC Doutor Geraldo José Rodrigues Alckmin (Taubaté). Em jurisdição fluminense, encontram-se o Instituto Federal de Educação, Ciência e Tecnologia do Estado do Rio de Janeiro, mais conhecido como Instituto Federal do Rio de Janeiro - IFRJ, se tratando da segunda maior rede federal de ensino técnico do país, presente na cidade de Pinheiral, além da Fundação de Apoio à Escola Técnica - FAETEC, que possui dois centros de ensino, localizados em Barra Mansa e Volta Redonda. No lado paulista, encontra-se também o Instituto Federal de Educação, Ciência e Tecnologia do Estado de São Paulo (IFSP), com campus nas cidades de São José dos Campos, Jacareí, Caraguatatuba e Campos do Jordão.
Todas as cidades do Vale do Paraíba contam com no mínimo uma escola do Sistema S de Ensino SENAR, SENAC, SESC, SESCOOP, SENAI, SESI, SEST, SENAT, SEBRAE, entre outros.
São José dos Campos possuí o colégio Embraer Juarez Wanderley, que apesar de ser uma escola considerada particular é totalmente gratuita, ela atendendo a 600 alunos nas três séries do ensino médio, em regime de tempo integral (10 horas/dia - 6 000 horas-aula em 3 anos).
As cidades de Lorena e Guaratinguetá também possuem colégios técnicos, oferecendo também o Ensino Médio, vinculados às universidades. Em Lorena, é o Colégio Técnico de Lorena "Professor Nelson Pesciotta" (COTEL), que é vinculado à USP e oferece curso de Química com aulas durante período integral. Já em Guaratinguetá, o Colégio Técnico Industrial de Guaratinguetá "Prof. Carlos Augusto Patrício Amorim" (CTIG), vinculado à UNESP, oferece 4 cursos, Eletrônica, Eletroeletrônica, Mecânica e Informática, todos em período integral. Em ambos os colégios, para que o aluno receba o diploma de técnico, é necessário que ele faça um estágio supervisionado.
Guaratinguetá abria ainda a E.E.A.R - Escola de Especialistas de Aeronáutica, unidade de ensino técnico da Força Aérea Brasileira responsável pela formação de Sargentos Especialistas.

### Ensino superior

Instituições federais de ensino superior de renome estão presentes no Vale do Paraíba, como a Universidade Federal de São Paulo - UNIFESP, e a Universidade Federal Fluminense - UFF.

O Vale do Paraíba é uma região com grande concentração de instituições de ensino superior. Entre as públicas, estão: FATEC (Cruzeiro, Guaratinguetá, Pindamonhangaba, Taubaté, Jacareí e São José dos Campos), IFSP (Campus São José dos Campos, Campus Jacareí, Campus Campos do Jordão e Campus Caraguatatuba), ITA (em São José dos Campos), UERJ (campus em Resende), UFF (campus em Volta Redonda), Unesp (campus em São José dos Campos - Odontologia e Engenharia Ambiental e campus em Guaratinguetá), Unifesp (campus em São José dos Campos), USP (campus em Lorena) e UNITAU (campus em Taubaté).
Na região também estão situadas a Escola de Engenharia da UFF (em Volta Redonda), a Faculdade INPG na graduação e com cursos de MBA, um campus da UNIP, a Universidade do Vale do Paraíba (Univap, em São José dos Campos), unidades da Anhanguera Educacional (Taubaté, Pindamonhangaba, São José dos Campos e Jacareí, Pólo presencial em Roseira), um campus da Unisal (em Lorena), a Fatea também em Lorena, a FCN (Faculdade Canção Nova, em Cachoeira Paulista), a FARO (Faculdade de Roseira), a FAPI   (Faculdade de Pindamonhangaba), UNESA e Faculdades Dom Bosco em Resende, pólos do CEDERJ, pólos da ETEP Faculdades (São José dos Campos e Taubaté), Faculdade Bilac, a FACIC (Faculdade de Ciências Humanas de Cruzeiro), ESC (Escola Superior de Cruzeiro) com os Curso de Graduação em Enfermagem, Graduação em Fisioterapia e Graduação em Educação Física Bacharelado e Licenciatura, UBM (Universidade de Barra Mansa), FAETERJ (Faculdade de Tecnologia do Rio de Janeiro, vinculada a Universidade Federal Rural do Rio de Janeiro, UFRRJ) com polo situado em Barra Mansa, UNIFOA, Centro Universitário Geraldo Di Biase (UGB) e a FASF (Faculdade Sul Fluminense) em Volta Redonda.